# Jack Lesberg

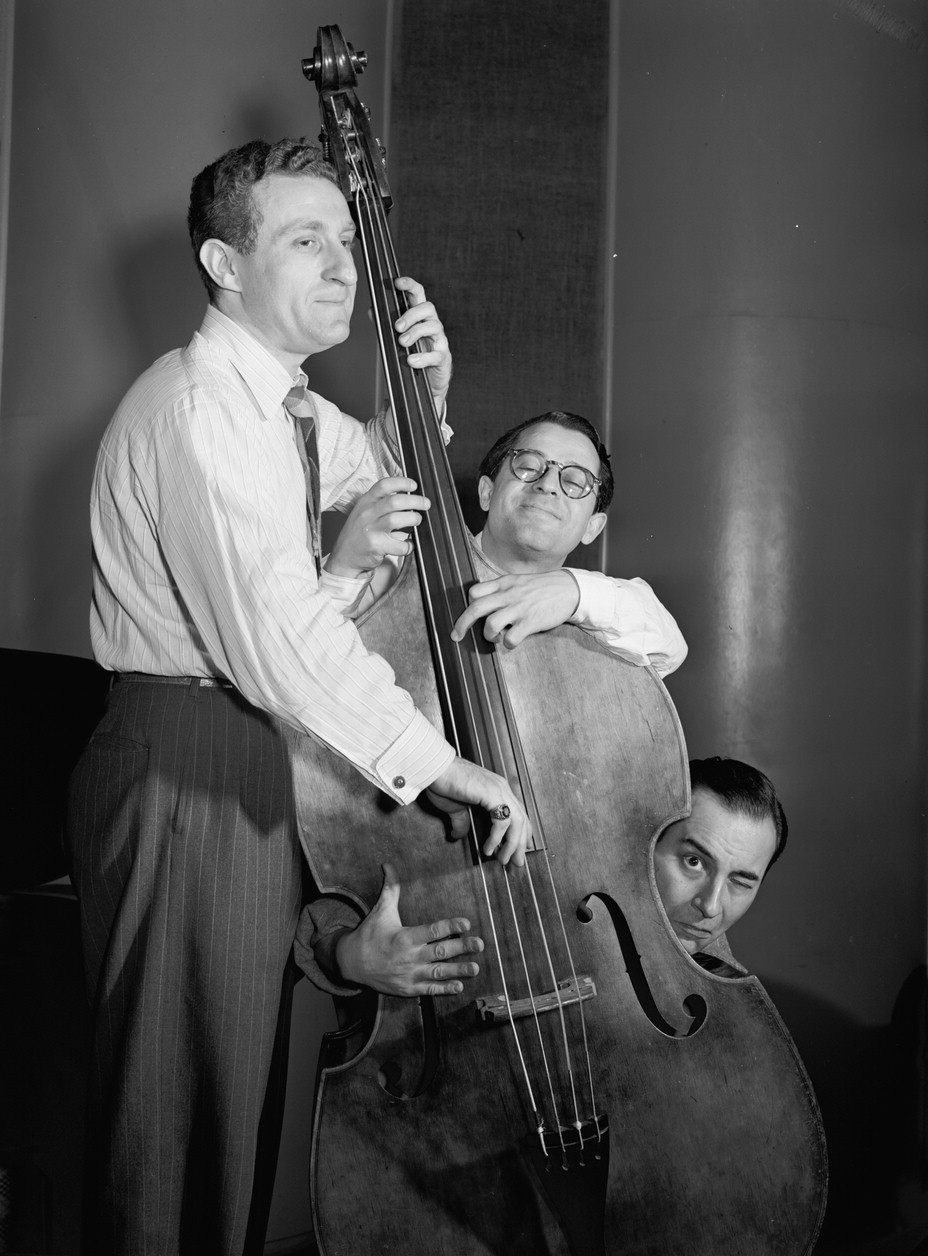
Jack Lesberg, Max Kaminsky, und Peanuts Hucko, Eddie Condon’s, New York, ca. Mai 1947, Foto: Gottlieb

Jack Lesberg (* 14. Februar 1920 in Boston, Massachusetts; † 17. September 2005 in Englewood, New Jersey) war ein US-amerikanischer Musiker und bekannt als Jazz-Bassist und Violinist.
Jack Lesberg war einer der erfolgreichsten Jazz-Bassisten der 1940er und 1950er. Als Jugendlicher lernte er Violine und Bratsche. Er spielte mit zahlreichen großen Jazz-Musikern zusammen, beispielsweise Muggsy Spanier (1940), Dizzy Gillespie (1944), Benny Goodman (1946, 1967), Louis Armstrong (1947, 1949, Tournee 1956, 1965), Jack Teagarden, Earl Hines (1957), Eddie Condon (1945 bis 1950, 1964) und Tommy Dorsey (1950). 1965 war er auf dem Newport Jazz Festival. 1968 spielte er mit Ruby Braff und Zoot Sims. Er spielte auch mit klassischen Orchestern, wie dem New York City Symphony Orchestra (1945 bis 1948).
Lesberg hatte ein Engagement im Cocoanut Grove in Boston, als es dort am 28. November 1942 zu einer Brandkatastrophe kam. Lesberg konnte sich nur dank günstiger Umstände retten. Sein Bericht über die Katastrophe und die Umstände seiner Rettung beeindruckte seinen Kollegen, den Bassisten Charles Mingus, zutiefst.